# 유병훈 (1976년)
유병훈(柳炳勳, 1976년 7월 3일 ~ )은 대한민국의 전 축구 선수이자 현 축구 지도자로 현재 K리그1 FC 안양의 감독을 맡고 있으며 선수 시절 포지션은 수비수였다.